# Cinnober
Cinnober (eller cinnabarit) er en gammel betegnelse for mineralet kviksølv-sulfid (HgS). Navnet stammer fra græsk – "kinnabari" – der blev brugt af Theophrastos.
Cinnober findes i større mængder i Spanien, Mexico og flere steder i Sydamerika. Mineralet danner udgangspunkt for produktionen af kviksølv.
Cinnober kan fremstilles kunstigt, hvorved man får et renere stof end det naturligt forekommende. Det kan ske ved at rive kviksølv og svovl og lade blandingen destillere. Det er dog bedre at destillere sort kviksølvsulfid, der kan fremstilles ved fældning af et kviksølvsalt med svovlbrinte eller et alkalisulfid. 
Cinnober har især tidligere været brugt som farvestof, da det har en smuk lys rød farve. Det har været brugt til sminke og som pigment i maling og lak. Indholdet af kviksølv har dog stort set ført til ophør af anvendelsen. Som pigment i farve led stoffet yderligere af at det let sværtes i sollys.